# Datu Odin Sinsuat
Datu Odin Sinsuat (Dinaig), ist eine Stadtgemeinde in der Provinz Maguindanao del Norte auf der Insel Mindanao im Süden der Philippinen. Früher war die Gemeinde unter dem Namen Dinaig bekannt und war Sitz der Provinzverwaltung der ehemaligen Provinz Shariff Kabunsuan.

## Namensherkunft
Die Gemeinde ist benannt nach Datu Odin Sinsuat, einem ehemaligen Bürgermeister der Ortschaft, der über vierzig Jahre dieses Amt innehatte.

## Geographie
Im Norden von Datu Odin Sinsuat liegt das Stadtgebiet von Cotabato City. Im Nordosten liegt die Gemeinde Kabuntalan, im Westen Talitay und Talayan, aus der Provinz Maguindanao, im Süden die Gemeinde Upi und im Osten findet sich die Küste entlang des Golfes von Moro.
Im Osten ist das Gemeindegebiet flach und eben, in der Mitte besitzt Datu Odin Sinsuat Hochland und Berggebiete, während im Westen die Küstenregion zu finden ist.
Die Gemeinde hat eine Gesamtfläche von 5.032 km². Sie ist damit die flächengrößte Gemeinde in der Provinz Shariff Kabunsuan nach der Gemeinde Upi.
Die bekannteste Stätte im Gemeindegebiet ist der Campus der Mindanao State University.

## Wirtschaft
Die Haupteinnahmequelle der Gemeindebürger ist die Landwirtschaft und die Fischerei. Datu Odin Sinsuat verfügt über viele schöne Strände, die zu Ressorts ausgebaut wurden und den Einwohnern von Cotabato City als Ausflugsziel am Wochenende dienen. Die Gemeinde ist Sitz des Campus der Universität MSU-Maguindanao.

## Baranggays
Datu Odin Sinsuat ist politisch unterteilt in 34 Baranggays (Ortsteilen).
| - Ambolodto - Awang - Badak - Bagoenged - Baka - Benolen - Bitu - Bongued - Bugawas - Capiton - Dados - Dalican Poblacion | - Dinaig Proper - Dulangan - Kakar - Kenebeka - Kurintem - Kusiong - Labungan - Linek - Makir - Margues - Nekitan | - Mompong - Sapalan - Semba - Sibuto - Sifaren (Sifaran) - Tambak - Tamontaka - Tanuel - Tapian - Taviran - Tenonggos - Zetka |

## Geschichte
Die Gemeinde Dinaig wurde am 18. August 1947 mit dem Executive Order Nr. 82 in den Stand einer Verwaltungsgemeinde erhoben. Später wurde sie umbenannt in Datu Odin Sinsuat, zu Ehren ihres angesehensten Bürgers, der über 40 Jahre das Bürgermeisteramt innehatte.
Datu Odin Sinsuat wurde zu einem Zufluchtsort für Familien, die durch den Bürgerkrieg zwischen den muslimischen Freiheitskämpfern, der Nationalen Befreiungsfront der Moro (MNLF), und den Regierungstruppen aus benachbarten Gemeinden vertrieben wurden.